# Hernando Viñes
Hernando Viñes Soto (París, 20 de maig de 1904 - ídem, 24 de febrer de 1993), fou un pintor espanyol nascut i establert a França, pertanyent a la segona Escola de París.

## Aprenentatge
Fou fill d'un enginyer francès d'origen català i de María Soto (filla d'un expresident d'Hondures i d'una nadiua guatemalenca), i nebot del pianista lleidatà Ricard Viñes.
Amb l'esclat de la I Guerra Mundial, els Viñes-Soto van abandonar París, i després de recórrer diversos punts de la geografia francesa, es van instal·lar a Madrid. Una visita al Museu del Prado als dotze anys i el suport de la seva mare van determinar la seva vocació. I així, en tornar a París l'any 1919, va presentar els seus treballs a Picasso, qui li va aconsellar l'entrada a l'Acadèmia d'Art Sacre fundada per Maurice Denis i George Desvallières. Més tard, també va assistir a les classes d'André Lhote i va treballar a l'estudi de Gino Severini. El 1922 va visitar el Monestir de Silos amb el seu pare.

## Carrera professional
En 1923 va exposar per primera vegada en el Saló de Tardor de París i va fer amistat amb el pintor i escenògraf Manuel Ángeles Ortiz, qui li va introduir en el cercle de pintors espanyols que més tard s'anomenaria Escola de París: Joaquín Peinado (amb qui compartiria estudi), Celso Lagar, Francisco Cossío i Francisco Bores. Amb ells va exposar regularment a les galeries Percier i Max Berger.
En 1931 coneix a Lulú Jourdain (filla del decorador, escriptor i polític Francis Jourdain), qui es converteix en la seva musa i model habitual. El 13 de maig de 1936, Lulú i Hernando celebren un gran sopar de comiat a l'Hostal Cervantes de Madrid, a la qual assisteixen, entre d'altres, Luis Buñuel, els germans Francisco i Federico García Lorca, Rafael Alberti, Miguel Hernández, Neruda, María Teresa León, José Caballero i Pepín Bello. Dos mesos més tard esclata la Guerra Civil Espanyola. Viñes va participar en activitats antifranquistes, sent un dels artífexs del Pavelló de la República Espanyola.
La tardor de 1939, al poc de néixer la seva filla, van haver de fugir del París ocupat pels alemanys, refugiant-se a Sant Joan Lohitzune, a prop de la frontera franc-espanyola. La seva pintura de ric colorit fauvista es va fer necessàriament intimista. Malgrat que el 1946 va participar en la mostra de «Art de l'escola republicana» en el Palau Manés de Praga, entre 1948 i 1963 es va veure obligat a donar classes de guitarra per a sobreviure.
El seu retorn a la vida artística pictòrica va arribar amb la retrospectiva de la seva obra organitzada pel Museu d'Art Modern de Madrid en 1965. Des de llavors, les exposicions se succeeixen.
En 1985, se sotmet a una operació pulmonar a París. Tres anys després se li concedeix la Medalla d'Or al Mèrit en les Belles arts. Mor a París el 1993, als 88 anys.
Té obra al Centre Pompidou de París; al Museu Reina Sofia de Madrid; als museus de Castris i Albí, a França; al Museu Nacional de Praga; al Museu de Tel-Aviv, a Israel; i a diverses institucions de Sud-amèrica i els Estats Units.